# Mangaheia (rivière)

La rivière Mangaheia  (en anglais : Mangaheia River) est un cours d’eau de la région de  Gisborne de l’Île du Nord de la  Nouvelle-Zélande.

## Géographie
Elle s’écoule vers le sud à partir de sa source  dans le  pays de collines accidentées à l’intérieur des terres  par rapport  à la baie de Tolaga, se joignant avec le fleuve  Uawa près de son émergence dans la baie de Tolaga.
(en) Land Information New Zealand, « détail emplacement: Mangaheia (rivière) », sur New Zealand Gazetteer